# Естонија на Светском првенству у атлетици у дворани 2010.
Естонија је учествовала на Светском првенству у атлетици у дворани 2010. одржаном у Дохи од 12. до 14. марта десети пут, односно учествовала је под данашњим именом на свим првенствима од 1993. до данас. Репрезентацију Естоније представљале су три атлетичарке, које су се такмичиле у исто толико дисциплина.
Естонија није освојила ниједну медаљу а постигнут је један најбољи лични резултат сезоне.

## Учесници

### Жене
- Марис Маги, 400 м
- Ана Иљуштшенко — Скок увис
- Ксенија Балта — Скок удаљ

## Резултати

### Жене
| Атлетичарка    | Дисциплина | Лични рекорд | Квалификације | Квалификације | Полуфинале | Полуфинале  | Финале                | Финале       | Детаљи |
| Атлетичарка    | Дисциплина | Лични рекорд | Резултат      | Место         | Резултат   | Место       |                       |              | Детаљи |
| -------------- | ---------- | ------------ | ------------- | ------------- | ---------- | ----------- | --------------------- | ------------ | ------ |
| Марис Маги     | 400 м      | 52,98 НР     | 53,21         | 3 у гр. 4 кв  | 53,30      | 6 у пф. 2   | Није се квалификовала | 12 / 20 (22) |        |
| Ана Иљуштшенко | Скок увис  | 1,93 НР      | 1,87          | 10            |            |             | Није се квалификовала | 10 / 20      |        |
| Ксенија Балта  | Скок удаљ  | 6,87 НР      | 6,50          | 6             | 6,63 ЛРС   | 4 / 21 (22) |                       |              |        |